# Каштібан
Каштібан (перс. كشتيبان‎‎) — село в Ірані, входить до складу дехестану Бакешлучай у Центральному бахші шахрестану Урмія провінції Західний Азербайджан.